# Nikołaj Koriukin
Nikołaj Iwanowicz Koriukin (ros. Николай Иванович Корюкин, ur. 1915, zm. 1982) – radziecki dyplomata.
Członek WKP(b), 1940 ukończył Gorkowski Instytut Pedagogiczny, później pracował w Ludowym Komisariacie/Ministerstwie Spraw Zagranicznych ZSRR, 1948-1949 był zastępcą kierownika Wydziału I Europejskiego MSZ ZSRR. 1949-1952 radca Misji ZSRR we Francji, 1952-1953 radca Ambasady ZSRR w Szwajcarii, 1953-1957 zastępca kierownika Zarządu Kadr MSZ ZSRR, 1957-1959 radca-pełnomocnik Ambasady ZSRR we Francji. Od 10 stycznia 1959 do 10 czerwca 1960 ambasador nadzwyczajny i pełnomocny ZSRR w Szwajcarii, od maja 1960 do stycznia 1962 zastępca kierownika Wydziału I Europejskiego MSZ ZSRR, od 5 stycznia 1962 do 31 maja 1968 ambasador nadzwyczajny i pełnomocny ZSRR w Grecji.